# Florian Schneider
Florian Schneider-Esleben (ur. 7 kwietnia 1947 w Düsseldorfie, zm. 21 kwietnia 2020 tamże) – niemiecki wokalista, klawiszowiec i jeden z założycieli zespołu Kraftwerk.

## Życiorys
Był członkiem tego zespołu w latach 1970–2009. Informacja o odejściu Schneidera, który miał zakończyć współpracę 21 listopada 2008, została potwierdzona 5 stycznia 2009 przez oficjalny fanklub – Technopop.